# Целс (узурпатор)
Тит Корнелий Целс (на латински: Titus Cornelius Celsus) според „Тридесетте тирани на История Августа“ е римски император, узурпатор между 260 и 268 г. против император Галиен.
Целс е бил бивш военен трибун и е живял в имението си в провинция Африка, когато послушал Вибий Пасиен, проконсула на Африка, и Фабий Помпониан, dux limitis Libyci, да се провъзгласи за император. Вероятно след седем дена е убит от Галиена, братовчедка на Галиен, в Sicca, в днешен западен Тунис, и трупът му бил хвърлен на кучетата.